# Джусинск
Джусинск — посёлок в Адамовском районе Оренбургской области. Входит в состав Адамовского поссовета.

## География
Посёлок расположен недалеко от районного центра — Адамовки.
Часовой пояс
Посёлок Джусинск как и вся Оренбургская область, находится в часовой зоне МСК+2. Смещение применяемого времени относительно UTC составляет +5:00.

## Население
| 2010 |
| ---- |
| 17   |